# Erik Holland
Erik Holland (* 18. Mai 1933 in Sandnes; † 6. April 2020 in Los Angeles) war ein norwegischer Filmschauspieler.
Erik Holland war ab Anfang der 1960er Jahre als Film- und Fernsehschauspieler tätig. Bis 2005 wirkte er an 87 Produktionen mit, darunter Episoden von Raumschiff Enterprise, Dallas oder Baywatch sowie große Filmproduktionen wie Ghostbusters II, Stargate oder Titanic.
Er spielte häufig mürrische und ernsthafte Typen, darunter Polizisten, Anwälte, Soldaten usw.

## Filmografie (Auswahl)
- 1966: Bonanza (Fernsehserie, eine Folge)
- 1965: Die glorreichen Reiter (The Glory Guys)
- 1966: Der zerrissene Vorhang (Torn Curtain)
- 1968: Raumschiff Enterprise (Star Trek, Fernsehserie, eine Folge)
- 1972: Der große Minnesota-Überfall (The Great Northfield Minnesota Raid)
- 1975, 1977: Barnaby Jones (Fernsehserie, zwei Folgen)
- 1976: Der Texaner (The Outlaw Josey Wales)
- 1977: Die Sieben-Millionen-Dollar-Frau (The Bionic Woman, Fernsehserie, zwei Folgen)
- 1980: Das Tagebuch der Anne Frank (The Diary of Anne Frank)
- 1982: Ein Colt für alle Fälle (The Fall Guy, Fernsehserie, eine Folge)
- 1984: Ein Single kommt selten allein (The Lonely Guy)
- 1985: Dallas (Fernsehserie, zwei Folgen)
- 1988: Masquerade – Ein tödliches Spiel (Masquerade)
- 1989: Ghostbusters II
- 1993: Baywatch – Die Rettungsschwimmer von Malibu (Baywatch, Fernsehserie, zwei Folgen)
- 1994: Stargate
- 1997: Titanic
- 1999: The Minus Man